# Стайков
Стайков фамилното име на:
- Ненчо Стайков, български колоездач
- Людмил Стайков, български режисьор
- Веселин Стайков, български художник
- Георги Стайков, български актьор
- Енчо Стайков е български политик от БКП
- Иван Стайков е български композитор
- Стефан Стайков (Заека) е български футболист
- Никола Стайков-Толето е бивш футболист,
- Христо Стайков, политик
- Пламен Стайков, автомобилен състезател